# ガルダ湖
ガルダ湖（Lago di Garda）は、別名ベナーコ（Benaco）湖ともいわれイタリアで最も面積の広い湖である。南北に52Km、東西の一番広いところは18Kmで、面積は約370km2で、ブレシア県（シルミオーネ、デセンツァーノ・デル・ガルダ、サロ、ガルドーネ・リヴィエーラ）、ヴェローナ県（ペスキエーラ・デル・ガルダ、ラツィーゼ、バルドリーノ）、トレント県（リーヴァ・デル・ガルダ）の水脈になっている。
湖北部は細長く、大部分はアルプス山脈のバルド群に属する山々に囲まれている。その形は典型的な渓谷で、実際湖のこの部分は現在でも主な流入元となっているサルカ川によって作られたと考えられている。レードロを中心としたアダメッロ・ブレンタ国立公園およびアルト・ガルダ・ブレッシアーノ広域公園を含むドロミーティ山地のドロミーティ・ディ・ブレンタとガルダ湖一帯は2015年にユネスコの生物圏保護区に指定された。
湖南部はより大きくて、湖面を囲む多くの氷堆石の丘などとともに新生代の氷河の動きによって作られた。また湖から流れ出るミンチョ川がある。気候は温暖で、地中海植物の生育に向いている（オリーブ）。また、国際的に旅行者の目的地にもなっている。

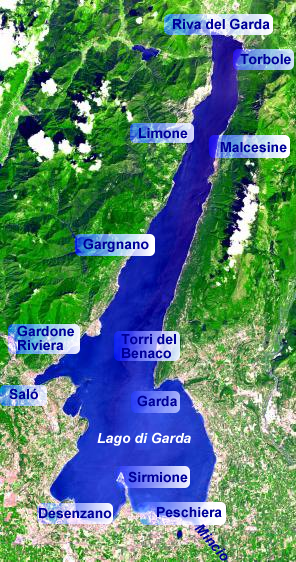
ガルダ湖の衛星写真

## 周辺都市
- ガルダ
- ガルドーネ・リヴィエーラ
- サロ
- シルミオーネ
- デゼンツァーノ・デル・ガルダ - 観光の際の玄関口となる街。
- ブレンゾーネ
- マルチェージネ
- リモーネ・スル・ガルダ
- リーヴァ・デル・ガルダ

## ギャラリー

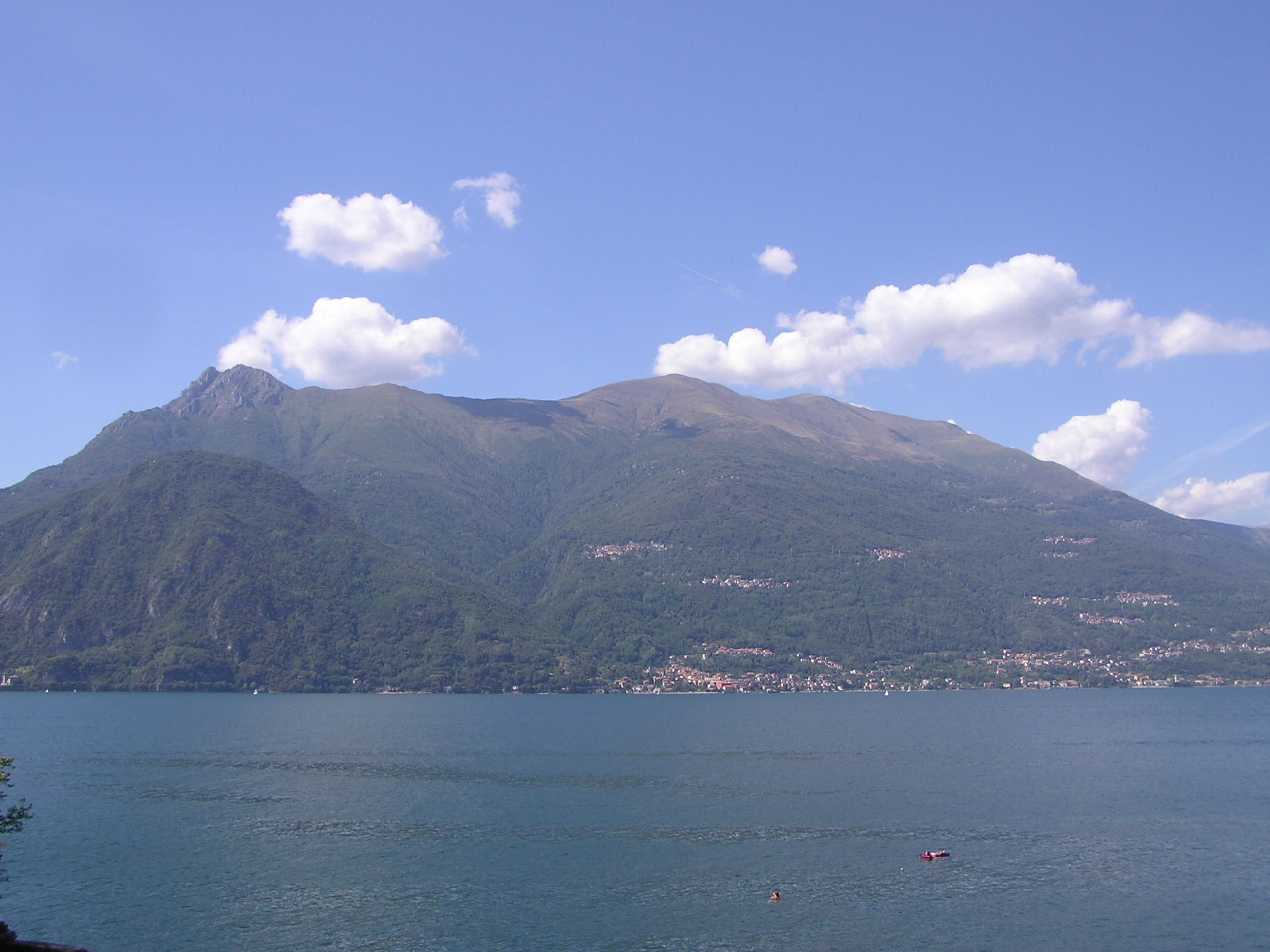
ガルダ湖
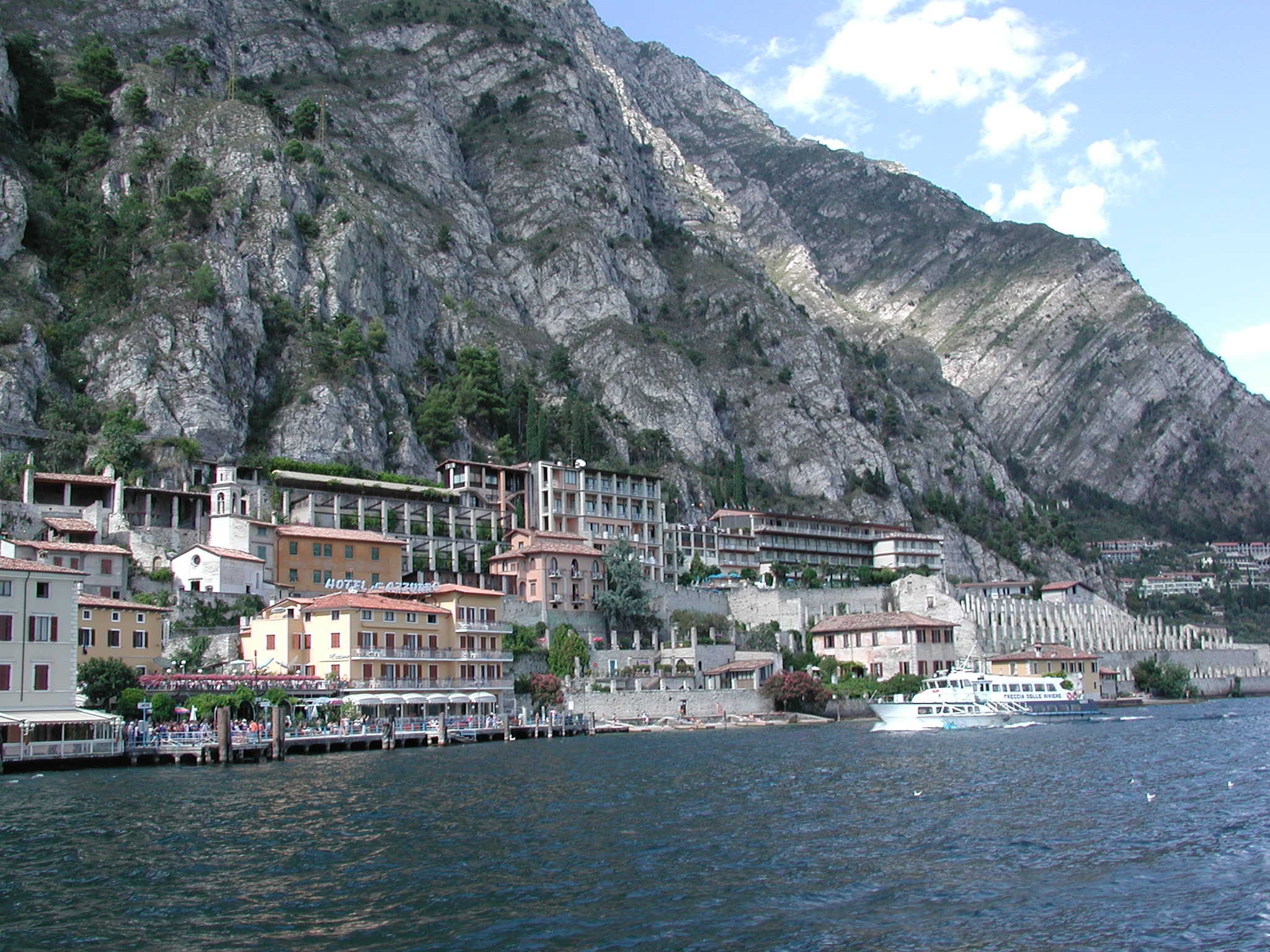
リモーネ・スル・ガルダより
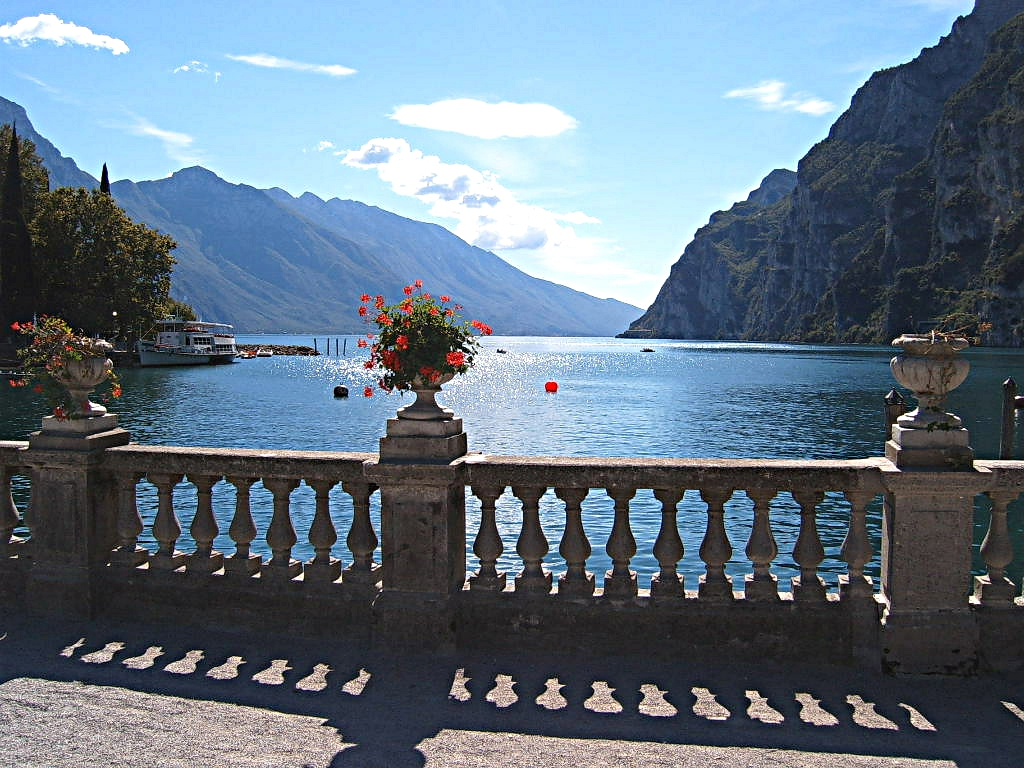
リーヴァ・デル・ガルダより
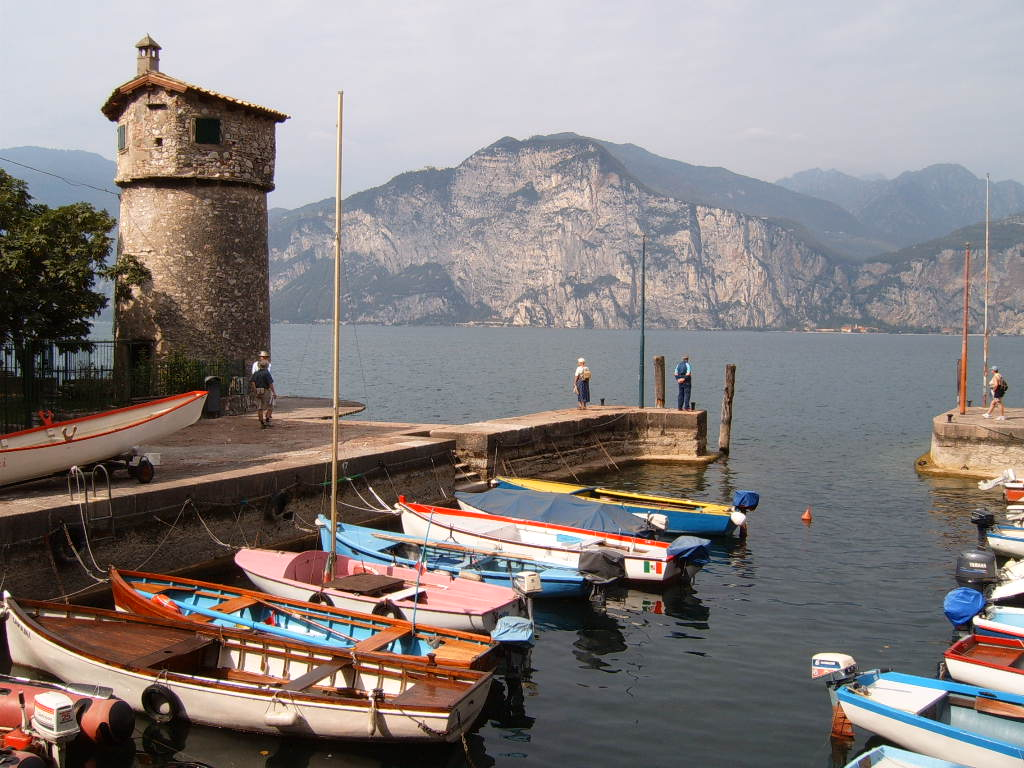
マルチェージネより
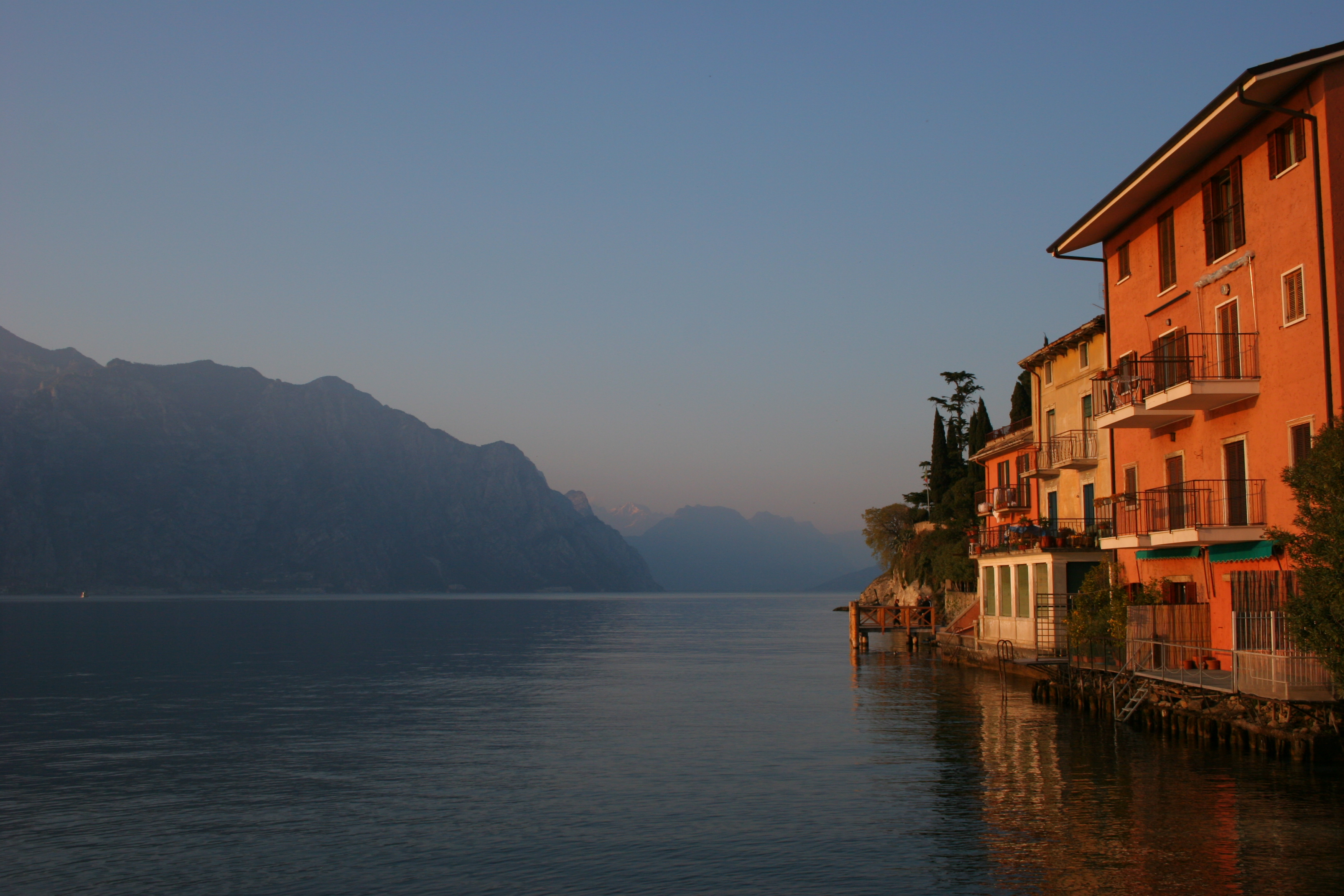
マルチェージネから臨む日没
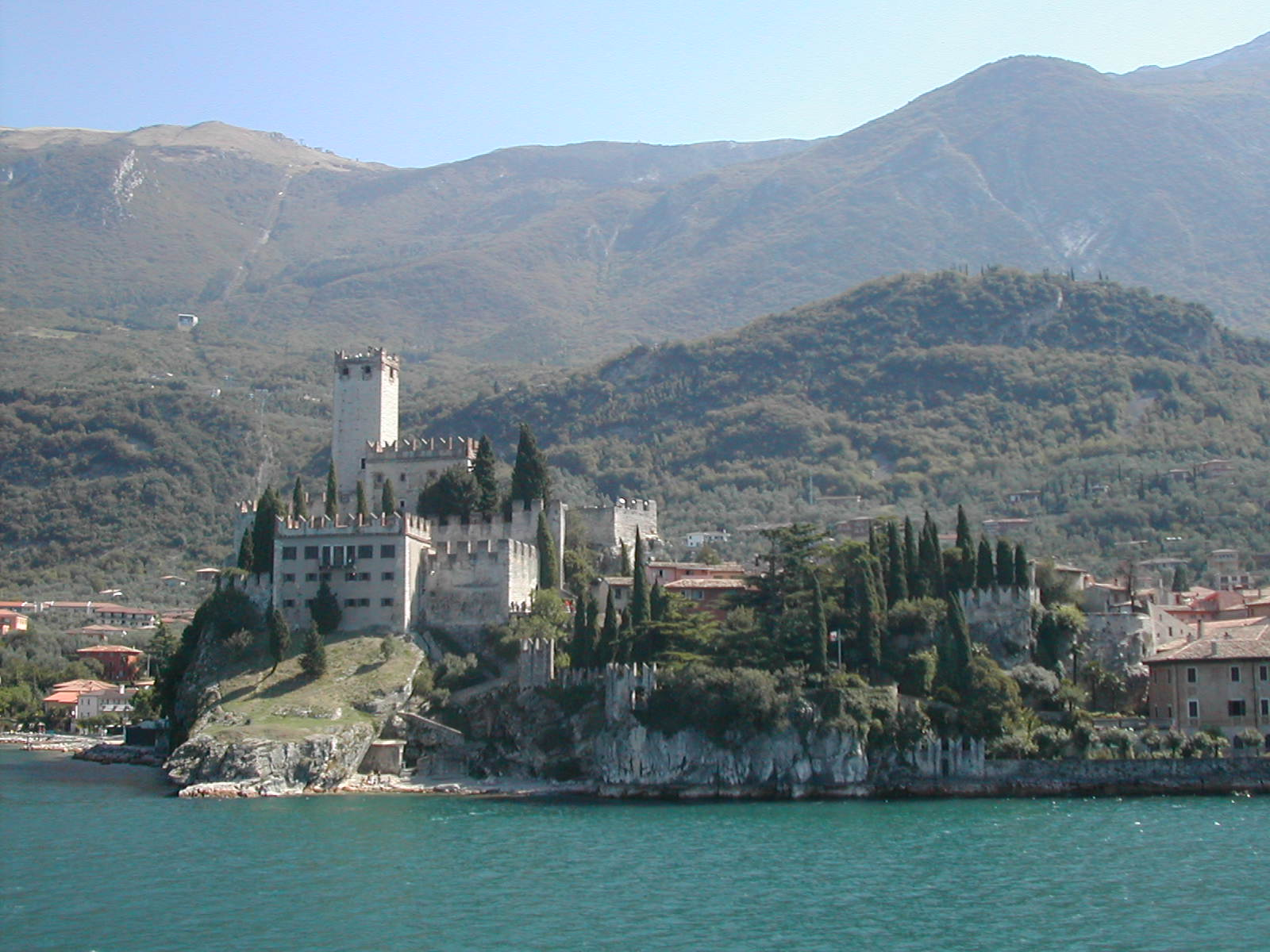
マルチェージネにあるスカリジェロ城（英語版）
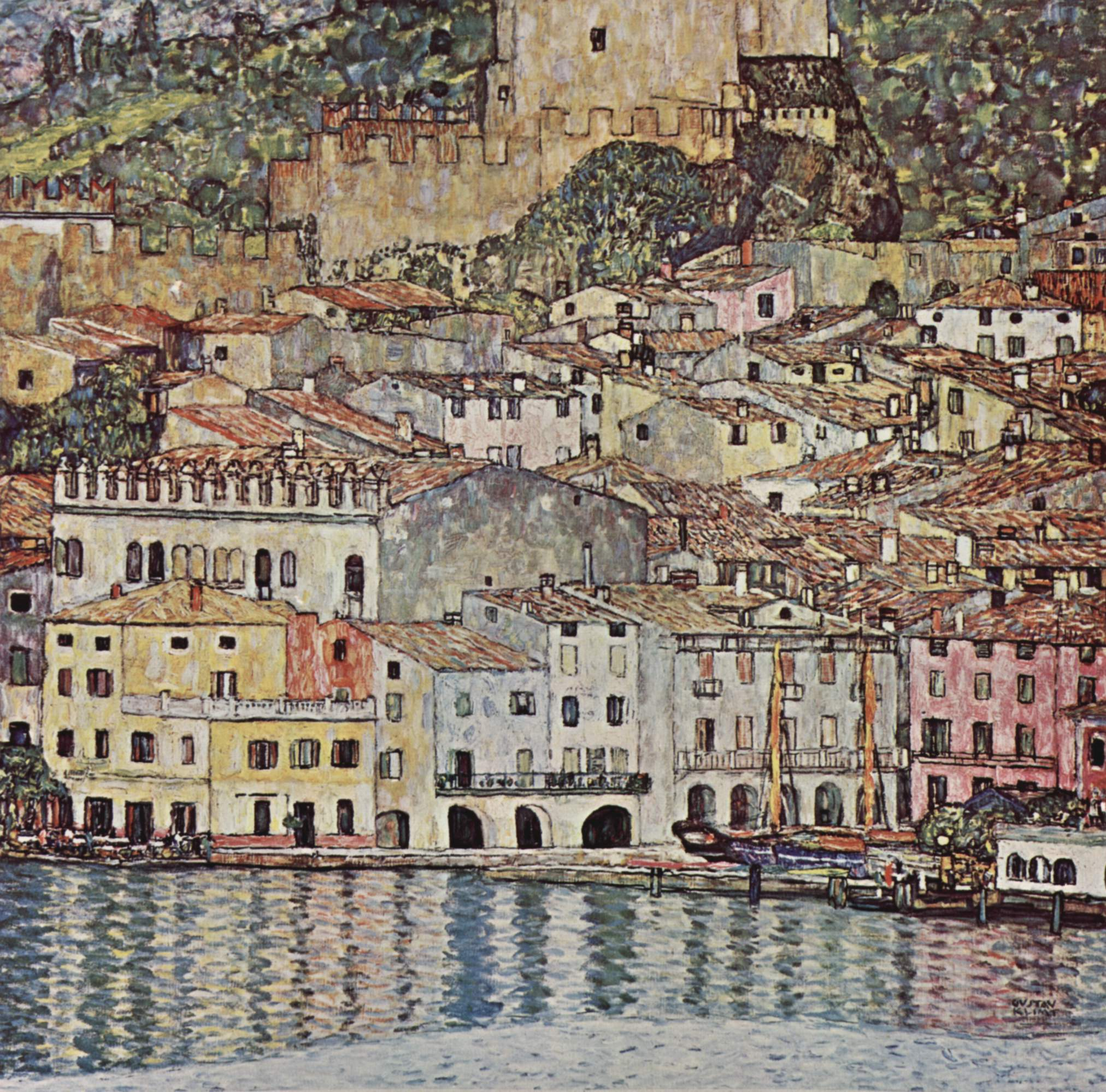
クリムトの絵画「マルチェージネ」
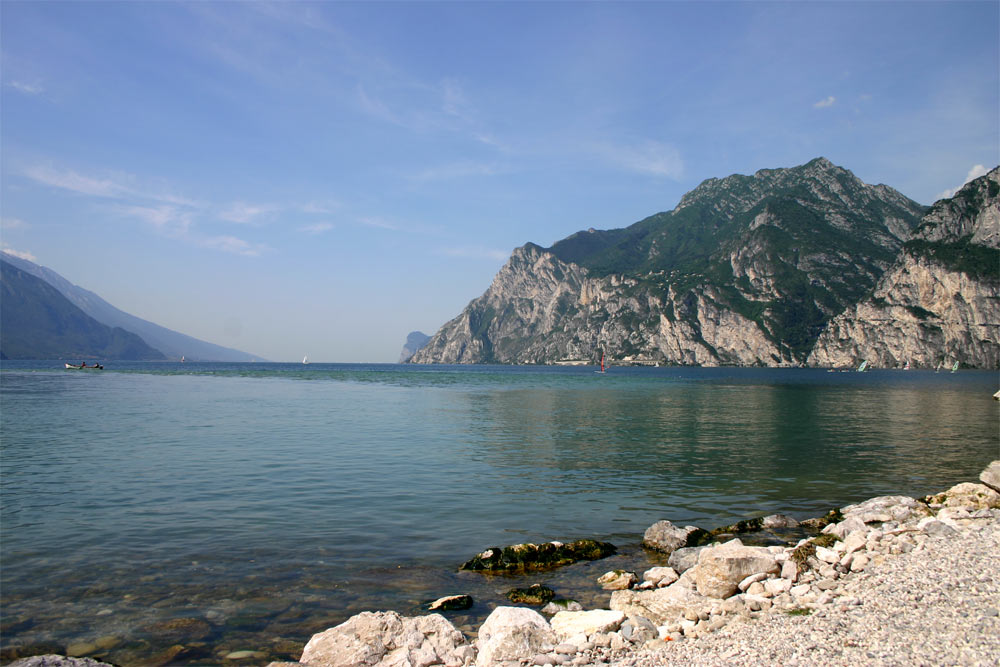
トルボレより
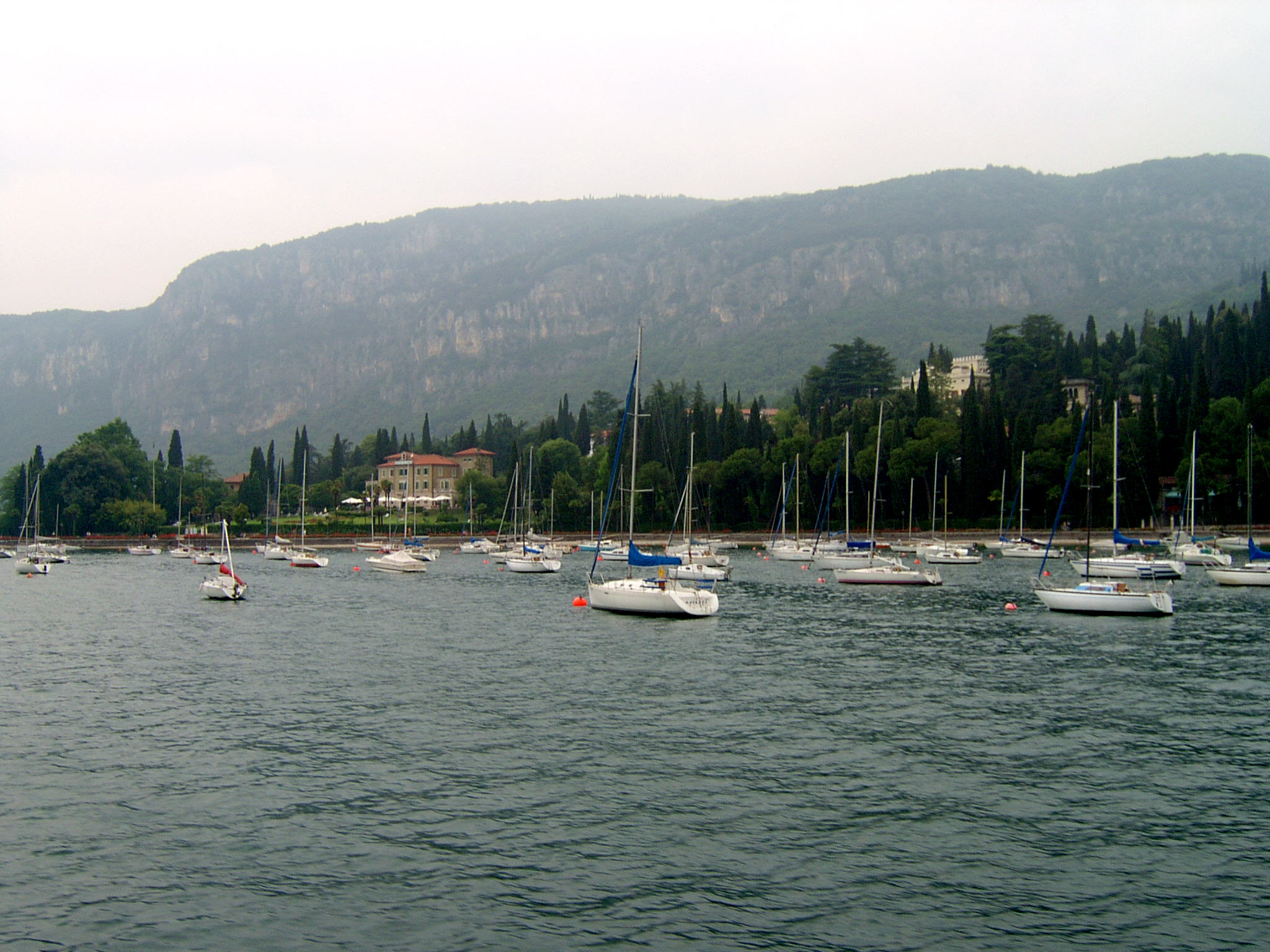
ガルダの入り江
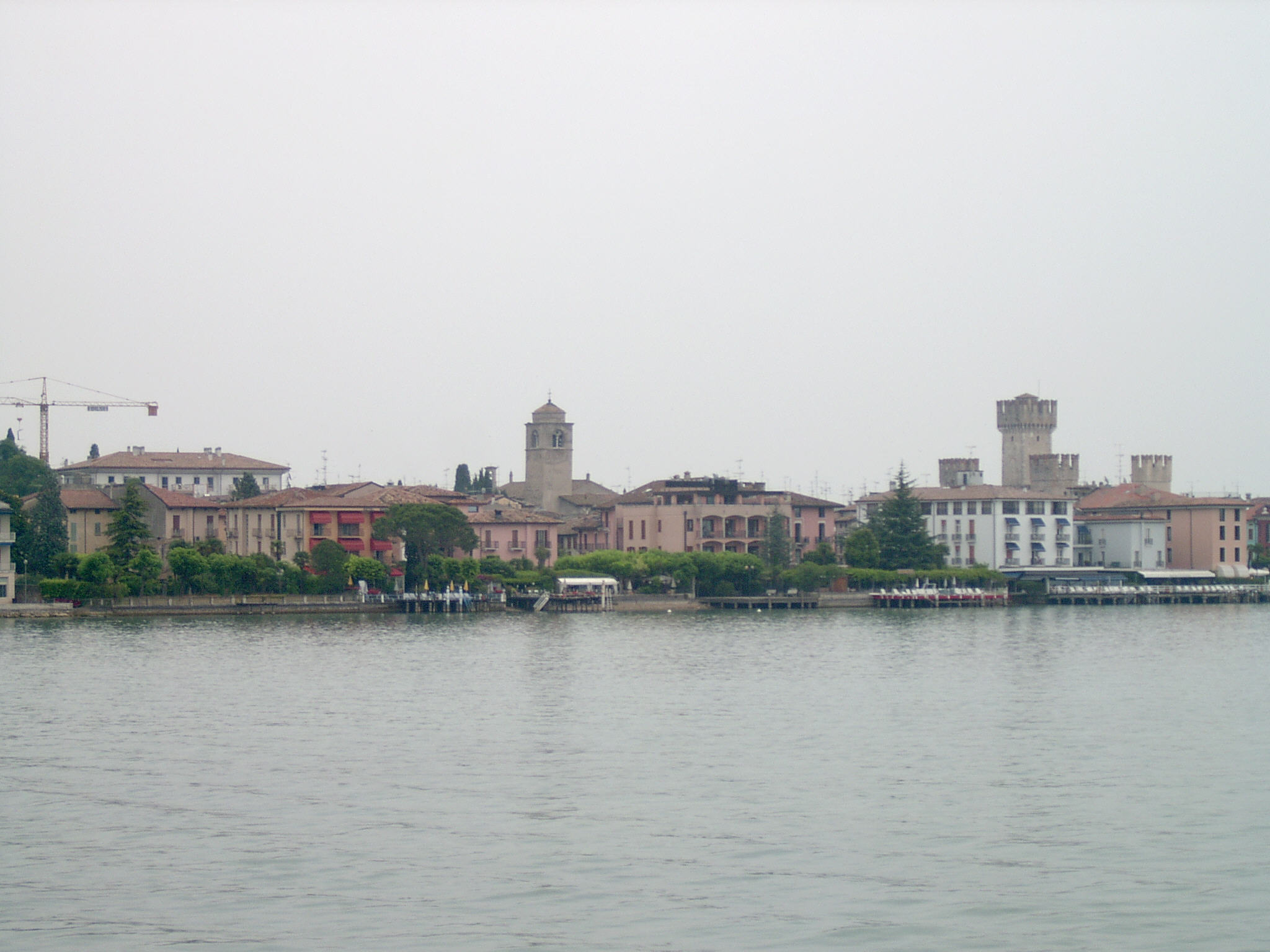
シルミオーネより
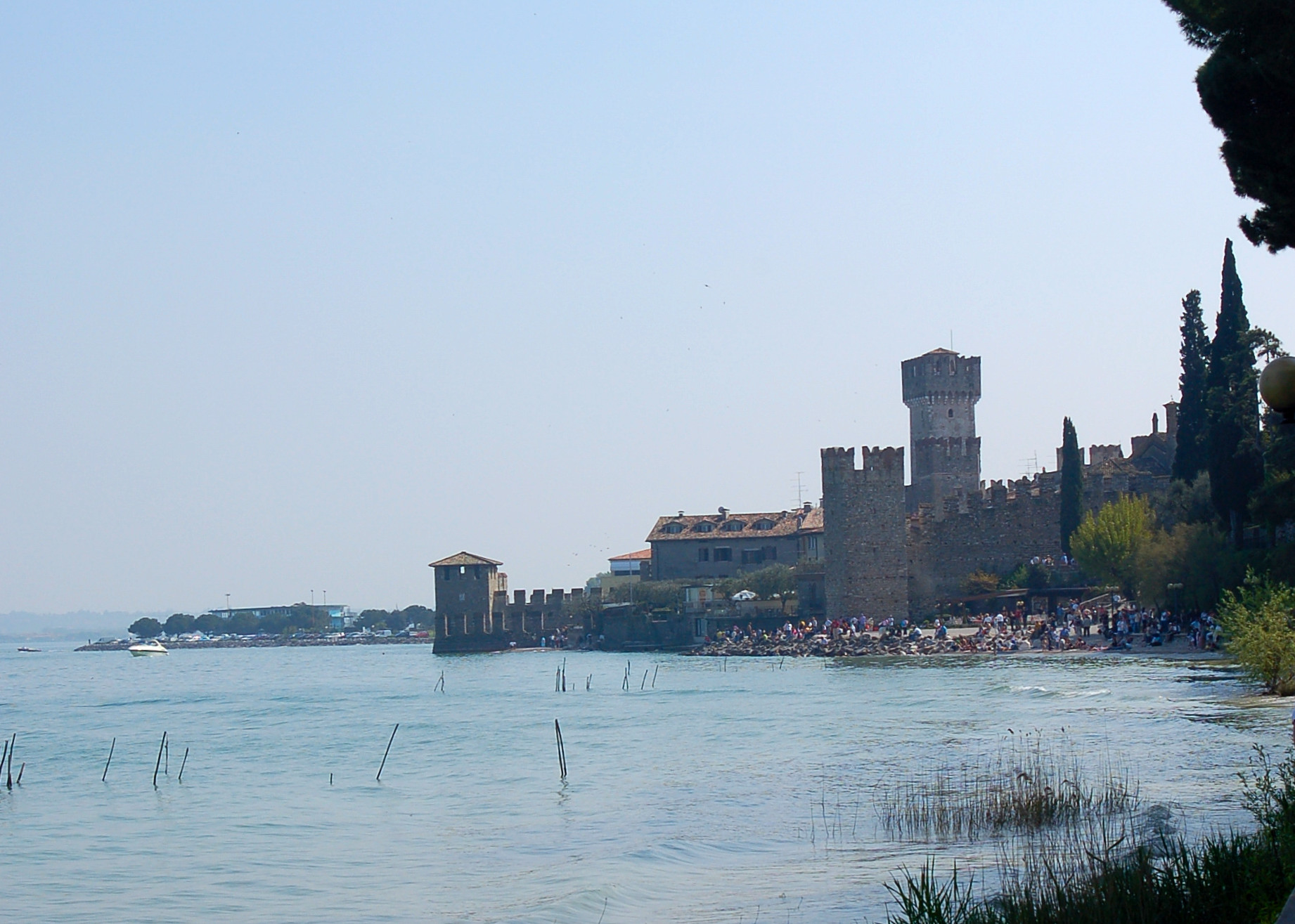
シルミオーネより
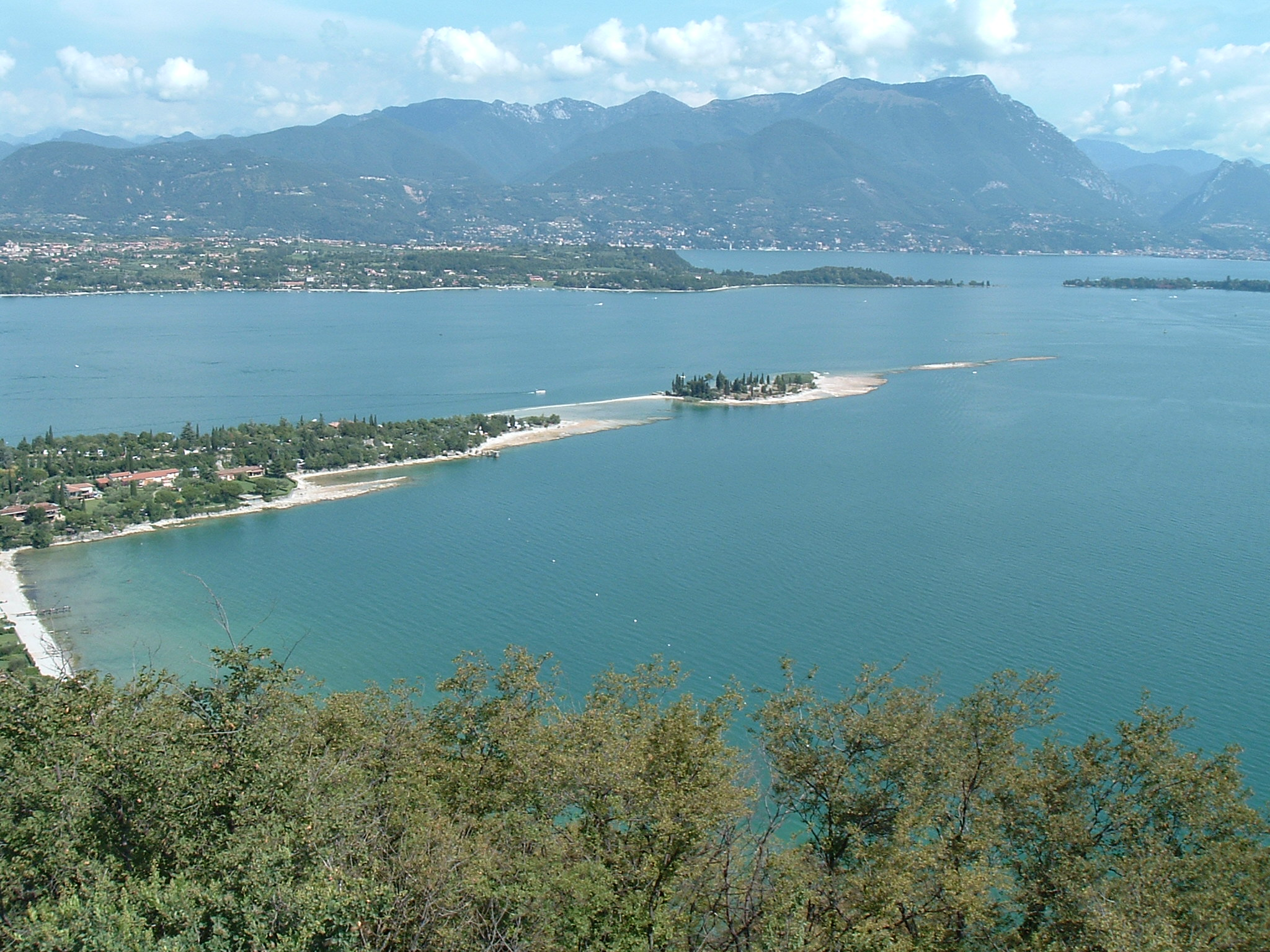
マネルバ湾
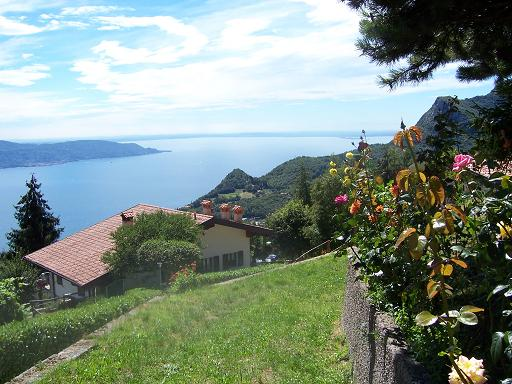
ガルニャーノ
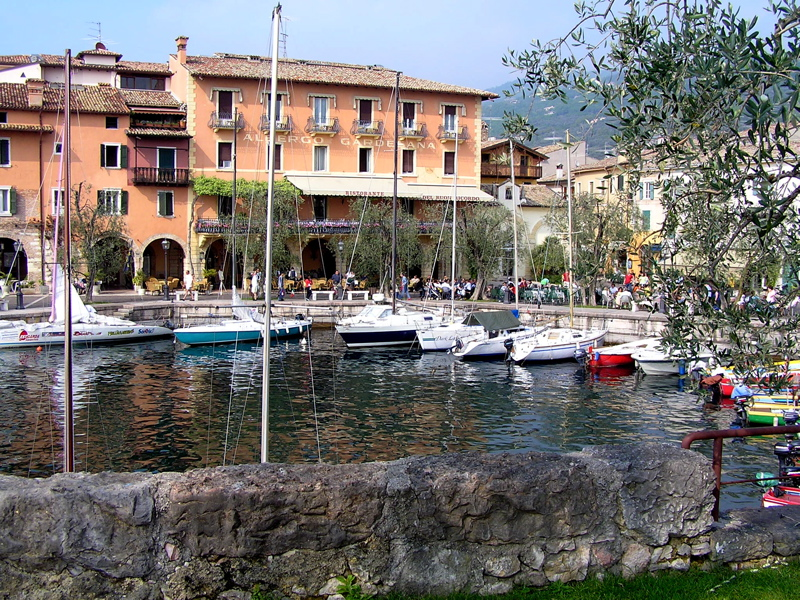
トッリ・デル・ベーナコ
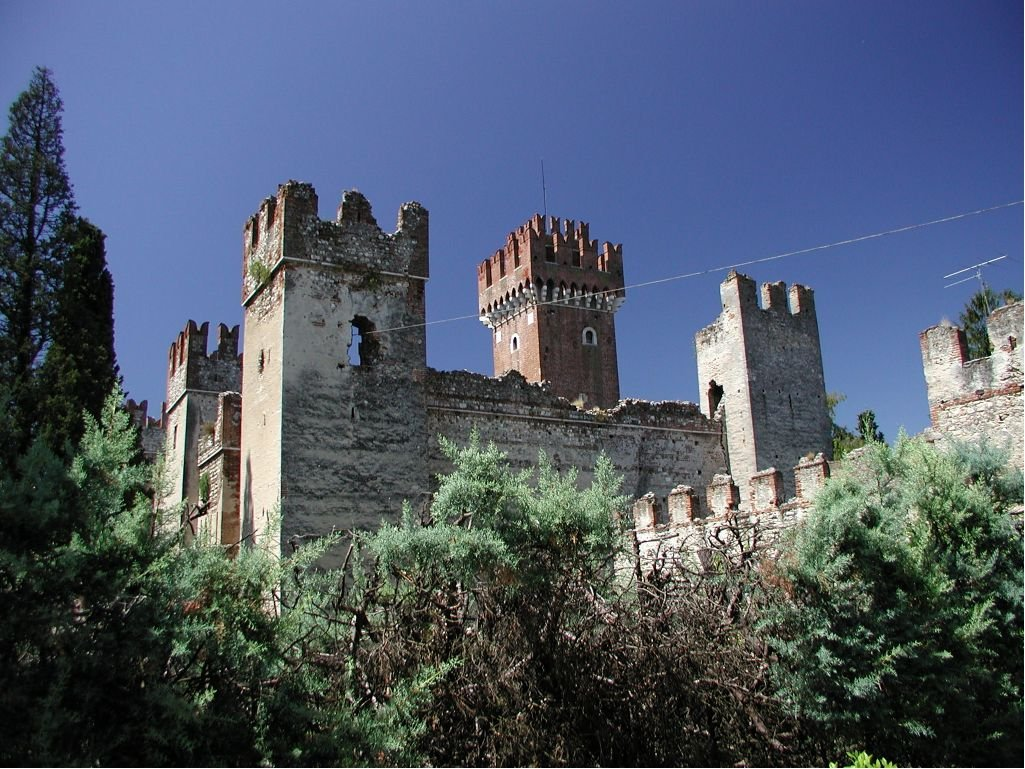
ラツィーゼのラツィーゼ城（イタリア語版）
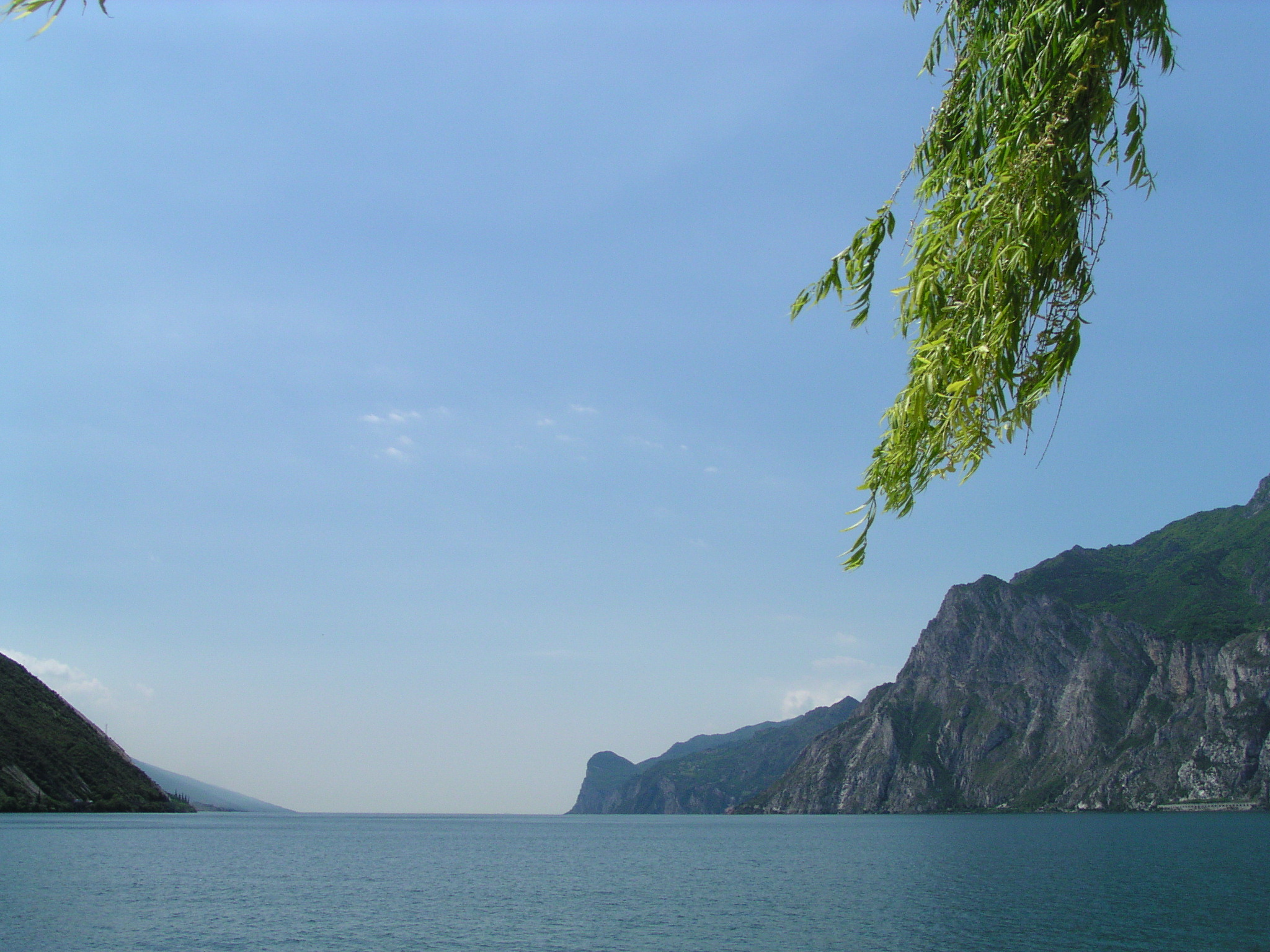
トルボレから南を臨む
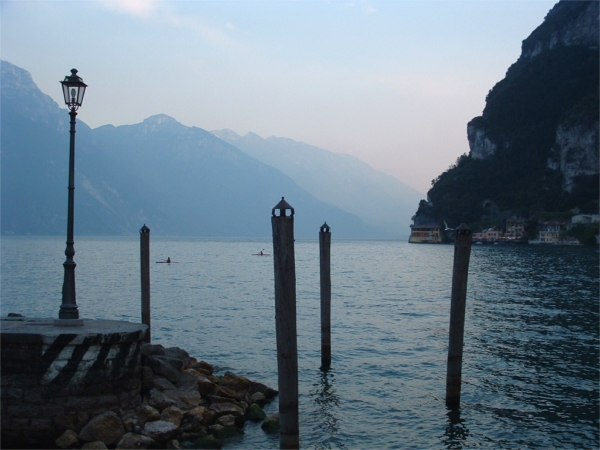
リーヴァ・デル・ガルダからの景色
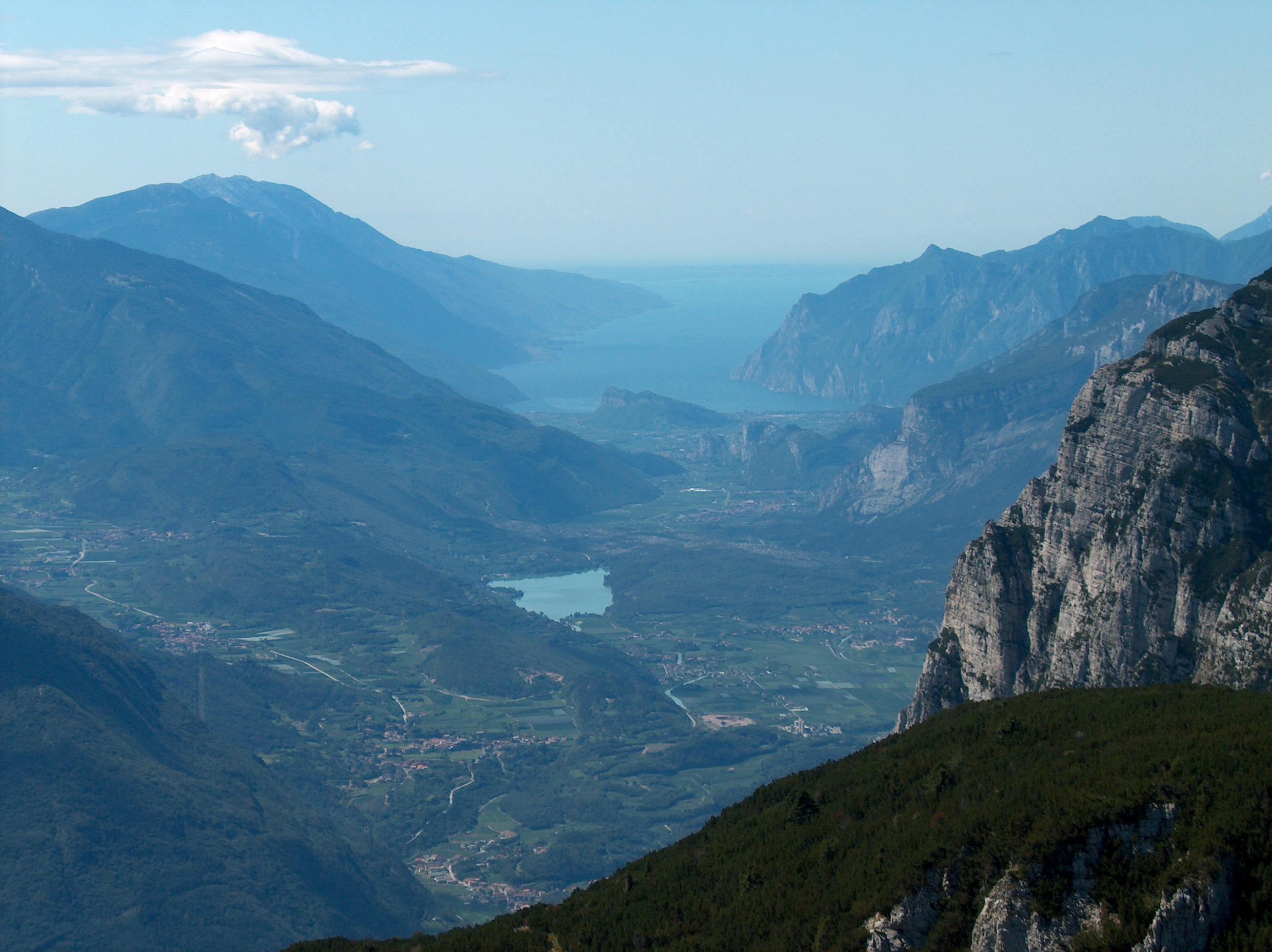
パガネッラより
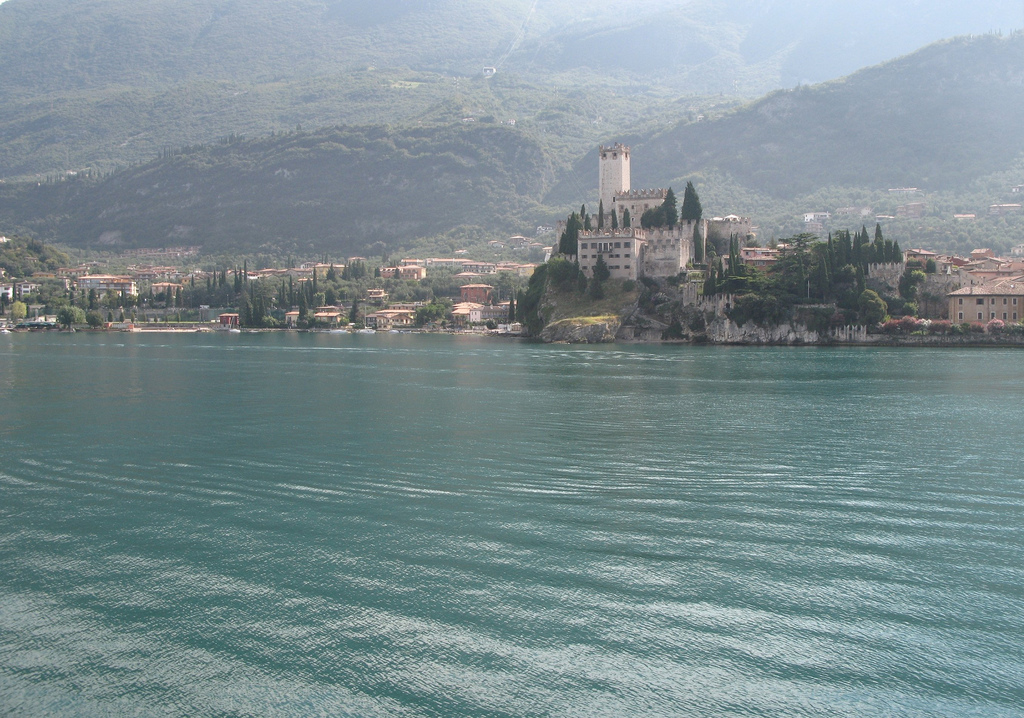
マルチェージネ城（イタリア語版）
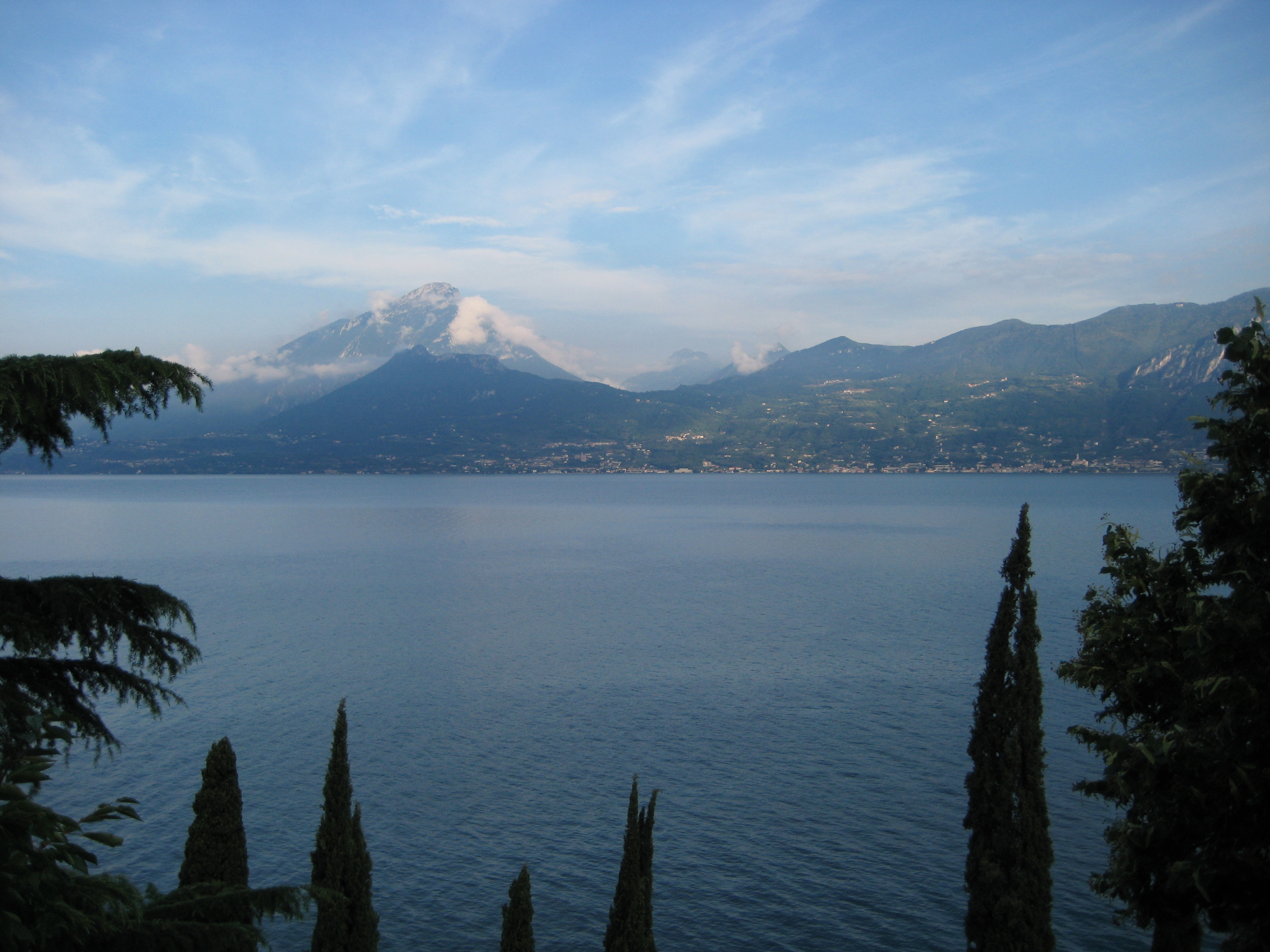
ブレンゾーネより
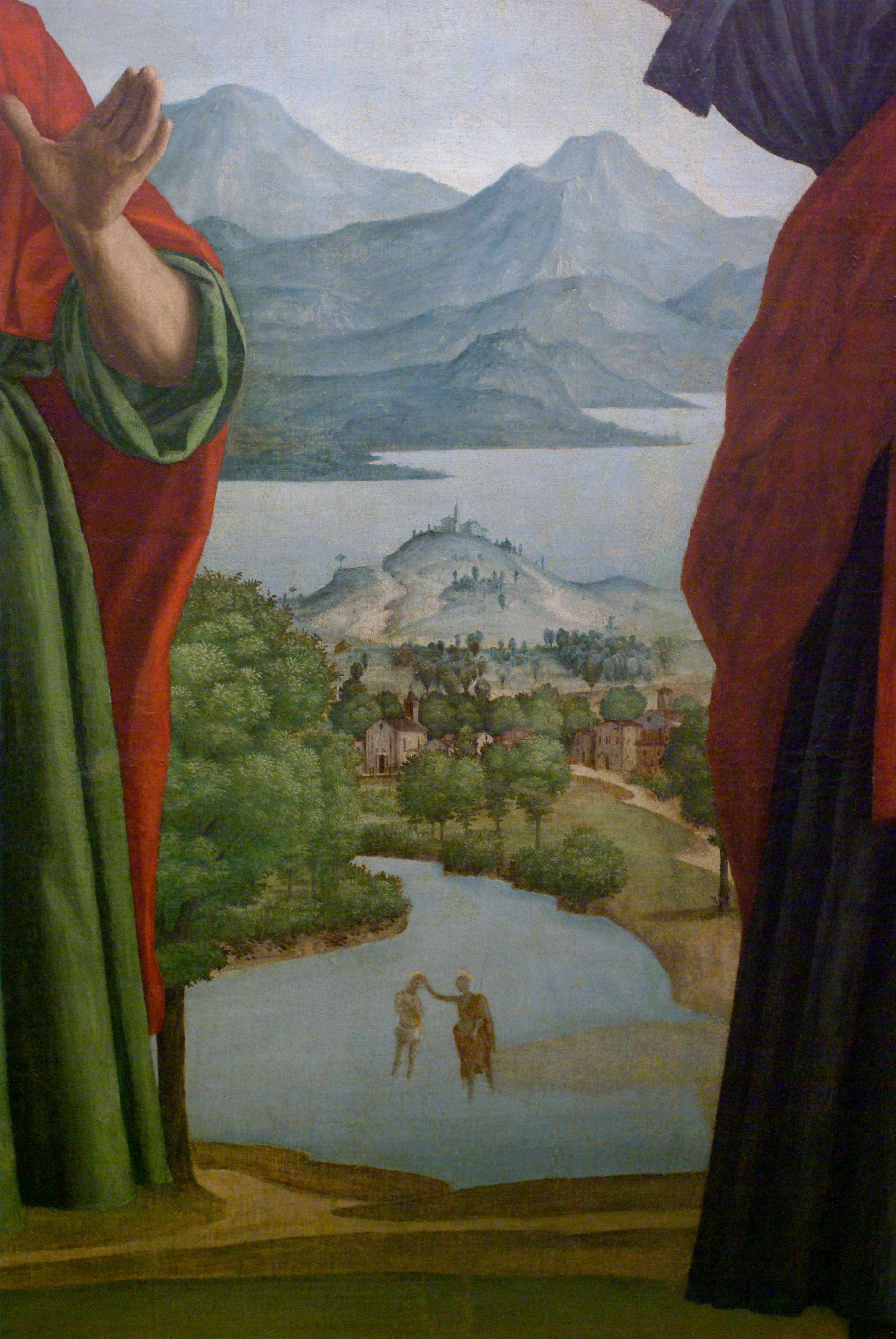
ペスキエーラ・デル・ガルダからは湖の南側が臨める